# Camille Vidart
Camille Vidart (Divonne-les-Bains, 14 de fevereiro de 1854 – Genebra, 29 de junho de 1930) foi uma educadora, tradutora, ativista dos direitos das mulheres e pacifista suíça. Uma oradora habilidosa, Vidart era ativa em muitas associações femininas, incluindo a Federação Internacional Abolicionista, a Associação Internacional das Mulheres, o Conselho Internacional de Mulheres, a Aliança Internacional da Mulher e a Liga Internacional de Mulheres pela Paz e Liberdade. Como tradutora, Vidart traduziu a obra Heidi (1880), de Johanna Spyri, do alemão para o francês. Ela dedicou esforços consideráveis à luta pelo sufrágio feminino na Suíça, mas não obteve sucesso em vida, já que as mulheres do país conquistaram o direito ao voto apenas na década de 1970.

## Início de vida
Nascida em 14 de fevereiro de 1854 em Divonne-les-Bains, cidade francesa localizada ao norte de Genebra, na Suíça, Camille Vidart era a filha mais velha do médico Alphonse Vidart e sua esposa suíça Jeanne-Louise Vaucher. Após a morte precoce da sua mãe, Vidart passou a morar com uma tia em Genebra. Em 1874 ela se graduou em francês na Universidade de Lyon.

## Carreira
Após a sua graduação, em 1874 Vidart lecionou na École Peschier, uma escola para meninas em Genebra. Em 1879 ela foi aprovada em um processo seletivo para lecionar em uma escola secundária feminina em Zurique, e tornou-se a primeira professora mulher da instituição. Vidart lecionou em Zurique até 1884. Enquanto esteve na cidade ela fez amizade com a escritora Johanna Spyri, autora da obra Heidi (1880), que mais tarde tornou-se um best-seller. Vidart traduziu o livro para a língua francesa pouco tempo depois dele ter sido publicado em alemão. Ela completou sua carreira como professora na École Vinet em Lausanne (1884–1886), mudando-se para lá para cuidar de uma tia com problemas de saúde.
Na década de 1890 Vidart começou a se interessar pela causa dos direitos das mulheres. Em meados da década anterior ela visitou os Estados Unidos com a militante feminista Harriet Clisby, que mais tarde apoiou os direitos das mulheres em Genebra. Em 1896 Vidart participou do Congresso de Interesses Femininos, em Genebra, parte da Mostra Nacional Suíça. Em seu discurso de abertura ela pediu a solidariedade das mulheres e se associou ao resultante Comitê Permanente de Interesses Femininos, o qual ela presidiu por um período.
Em 1891 Vidart se juntou à União de Mulheres de Genebra, presidindo a organização de 1898 a 1902. Em junho de 1899 ela compareceu ao Congresso Internacional de Mulheres em Londres, servindo como secretária da organização pelos próximos cinco anos.
Após passar vários anos trabalhando com organizações femininas suíças, em 1899 ela fundou a Aliança Nacional de Associações Femininas, onde atuou no conselho até 1908. Ansiosa por apoiar a causa do sufrágio feminino, no mesmo ano Vidart se tornou secretária da Aliança Internacional da Mulher e foi um dos primeiros membros da Aliança Internacional do Sufrágio Feminino. Em 1907, ao lado de Auguste de Morsier, ela fundou a Associação pelo Sufrágio Feminino de Genebra, e em 1909 participou da fundação da Associação Suíça pelo Sufrágio Feminino.
Com o advento da Primeira Guerra Mundial, Vidart tornou uma defensora ativa do pacifismo. Em fevereiro de 1915 em Genebra, ao lado da ativista Clara Guthrie d'Arcis e outros pacifistas, ela ajudou a fundar a União Mundial pela Concórdia Internacional. Ela tornou-se membro da Liga Internacional de Mulheres pela Paz e Liberdade, também fundada em Genebra no mesmo ano.
Camille Vidart morreu em Genebra, em 29 de junho de 1930.